# Jaguaruana

Jaguaruana este un oraș în statul Ceará (CE) din Brazilia.
Orașul a fost fundat pe 4 septembrie 1865, cu denumirea de Caatinga do Góis. Numele a fost schimbat apoi în União și, ulterior, în cel actual, Jaguaruana.
Localitatea se află la o altitudine de 12 m  Arhivat în 30 septembrie 2007, la Wayback Machine., după alte surse 20 m, are o suprafață de 746,4 km² (după alte surse 867 km²  Arhivat în 31 decembrie 2006, la Wayback Machine.), o populație de 31.694 de locuitori, cu o densitate medie de 41,57 locuitori/km². Patroana orașului este Sfânta Ana (Nossa Senhora de Sant’Ana). Regimul pluvial mediu anual este de 780mm.
Originea localității se regăsește în a doua jumătate al secolului al XVIII-lea când, în 1771, doamna Feliciana Soares da Costa, văduva lui Simão de Góis, a donat teren pentru a se construi o capelă. În jurul acesteia au fost apoi construite locuințe, dând naștere în final, localității Jaguaruana.